# Giacomo Corradi
Giacomo Corradi (Ferrara, 2 maggio 1602 – Roma, 17 gennaio 1666) è stato un cardinale e vescovo cattolico italiano.

## Biografia
Nato nel 1602 a Ferrara, frequentò successivamente l'università di quella città, ove ottenne il dottorato in utroque iure. Divenuto in seguito professore dello stesso ateneo, praticò anche l'attività di avvocato e riscosse molti successi, venendo invitato personalmente da Urbano VIII a Roma come auditore del tribunale della Sacra Rota.
A Roma venne ordinato sacerdote e intraprese la carriera ecclesiastica, giungendo al cardinalato il 19 febbraio 1652. Ricevette il titolo di Santa Maria in Traspontina il 12 marzo di quello stesso anno.
Eletto vescovo di Jesi il 21 aprile 1653, venne consacrato il 1º maggio di quello stesso anno al Palazzo del Quirinale a Roma dal cardinale Fabio Chigi, vescovo di Imola, assistito da Annibale Bentivoglio, arcivescovo titolare di Tebe e da Giovanni Battista Scanaroli, vescovo titolare di Sidone. Partecipò al conclave del 1655 che elesse a pontefice Alessandro VII, divenendo datario di Sua Santità il 10 aprile 1655. Lasciato l'incarico alla propria sede episcopale il 24 aprile 1656, fu camerlengo del Collegio cardinalizio dal 15 gennaio 1663 al 14 gennaio 1664.
Morì il 17 gennaio 1666, alle 6.00 di mattino, a Villa Mattei presso la basilica di Santa Maria in Domnica di Roma. La sua salma venne esposta alla pubblica venerazione e poi sepolta nella sua chiesa titolare.

## Genealogia episcopale e successione apostolica
La genealogia episcopale è:
- Cardinale Guillaume d'Estouteville, O.S.B.Clun.
- Papa Sisto IV
- Papa Giulio II
- Cardinale Raffaele Riario
- Papa Leone X
- Papa Clemente VII
- Cardinale Antonio Sanseverino, O.S.Io.Hieros.
- Cardinale Giovanni Michele Saraceni
- Papa Pio V
- Cardinale Innico d'Avalos d'Aragona, O.S.Iacobi
- Cardinale Scipione Gonzaga
- Patriarca Fabio Biondi
- Papa Urbano VIII
- Cardinale Cosimo de Torres
- Cardinale Francesco Maria Brancaccio
- Vescovo Miguel Juan Balaguer Camarasa, O.S.Io.Hier.
- Papa Alessandro VII
- Cardinale Giacomo Corradi

La successione apostolica è:
- Vescovo Rodolfo Dulcino (1657)
- Vescovo Girolamo Melzi (1659)